# Кейлін
Кейлін (англ. Kaylynn, * 26 вересня 1977, Бірмінгем, Алабама, США) — американська порноакторка.

## Біографія
Народилася 26 вересня 1977 року в Бірмінгемі, штат Алабама. Виросла в Нью-Йорку, Массачусетсі й Род-Айленді. Працювала охоронницею, касиркою, пакувальницею і стриптизеркою.
В порноіндустрію потрапила в 1998 році, у 21 рік; перший порнофільм — More Dirty Debutantes 86.
Знялася в понад 440 порнофільмах. У 2017 році припинила зніматися.
У 2004 році виступила режисеркою порнофільму Oral Antics.

## Премії
- 2001 XRCO Award в категорії Orgasmic Oralist[5]
- 2002 XRCO Award в категорії Orgasmic Oralist

## Вибрана фільмографія
- 2014: Big Anal Booties 2
- 2013: Anal Training Day
- 2012: Babe Buffet: All You Can Eat
- 2011: MILF Strap 2: Give Mommy Your Ass
- 2010: Kittens and Cougars 3
- 2009: [No man's Land: Girls in Love 3
- 2008: Insatiable Lesbians 3
- 2007: No man's Land Coffee and Cream 1
- 2006: Pussy Party 16
- 2005: Girlvana 1
- 2004: No man's Land Interracial Edition 7
- 2003: No man's Land director's Choice
- 2002: The Violation of Violet Blue
- 2001: Buttslammers 21
- 2001: No man's Land Latin Edition 2
- 2001: The Violation of Kiki Daire
- 2001: The Violation of Kate Frost
- 2000: No man's Land Interracial Edition 5
- 2000: No man's Land 30
- 1999: No man's Land 28
- 1999: Four Finger Club 7
- 1998: Backseat Driver 4